# Asparagus undulatus
Asparagus undulatus — вид рослин із родини холодкових (Asparagaceae).

## Біоморфологічна характеристика
Це карликовий кущ 30–120 см заввишки.

## Середовище проживання
Ареал: ПАР (Капські провінції), Намібія.